# Hansol Korea Open 2010
L'Hansol Korea Open 2010 è stato un torneo di tennis giocato sul cemento. È stata la 7ª edizione dell'Hansol Korea Open, che fa parte della categoria International nell'ambito del WTA Tour 2010. Si è giocato al Seoul Olympic Park Tennis Center di Seul in Corea del Sud, dal 20 settembre al 26 settembre 2010.

## Partecipanti

### Teste di serie
| Nazionalità | Giocatrice                  | Ranking1 | Testa di serie |
| ----------- | --------------------------- | -------- | -------------- |
| Russia      | Nadia Petrova               | 19       | 1              |
| Russia      | Anastasija Pavljučenkova    | 20       | 2              |
| Russia      | Marija Kirilenko            | 24       | 3              |
| Spagna      | María José Martínez Sánchez | 25       | 4              |
| Russia      | Alisa Klejbanova            | 29       | 5              |
| Kazakistan  | Jaroslava Švedova           | 36       | 6              |
| Serbia      | Ana Ivanović                | 37       | 7              |
| Ungheria    | Ágnes Szávay                | 38       | 8              |

- 1 Ranking al 13 settembre 2010.

### Altre partecipanti
Giocatrici che hanno ricevuto una Wild card:
- Ana Ivanović
- Kim So-jung
- Dinara Safina

Giocatrici passate dalle qualificazioni:
- Simona Halep
- Hsieh Su-wei
- Bojana Jovanovski
- Junri Namigata

## Campionesse

### Singolare
Alisa Klejbanova ha battuto in finale  Klára Zakopalová con il punteggio di 6–1, 6–3
- È il 2º titolo dell'anno per Alisa Klejbanova, il 2° della sua carriera

### Doppio
Julia Görges /  Polona Hercog hanno battuto in finale  Natalie Grandin /  Vladimíra Uhlířová con il punteggio di 6–3, 6–4